# Quattro ragazze all'abbordaggio
Quattro ragazze all'abbordaggio (Two Tickets to Broadway) è un film musicale statunitense del 1951 diretto da James V. Kern.
Le coreografie del film sono state realizzate da Busby Berkeley. 
Il film ha ricevuto una candidatura ai Premi Oscar 1952 nella categoria "miglior sonoro".